# Phaonia angustiprosternum
Phaonia angustiprosternum är en tvåvingeart som beskrevs av Ma 1992. Phaonia angustiprosternum ingår i släktet Phaonia och familjen husflugor.
Artens utbredningsområde är Liaoning (Kina). Inga underarter finns listade i Catalogue of Life.